# Lijst van voetbalinterlands Bulgarije - Tsjecho-Slowakije
Deze lijst van voetbalinterlands is een overzicht van alle officiële voetbalwedstrijden tussen de nationale teams van Bulgarije en Tsjecho-Slowakije. De landen hebben dertien keer tegen elkaar gespeeld. De eerste ontmoeting was een kwalificatiewedstrijd voor het Wereldkampioenschap voetbal 1938 in Sofia op 7 november 1937. Het laatste duel, een vriendschappelijke wedstrijd, vond plaats op 23 maart 1988 in de Bulgaarse hoofdstad.

## Wedstrijden
| №  | Plaats     | Datum            | Competitie           | Wedstrijd                     | Uitslag |
| -- | ---------- | ---------------- | -------------------- | ----------------------------- | ------- |
| 1  | Sofia      | 7 november 1937  | WK 1938 kwalificatie | Bulgarije − Tsjecho-Slowakije | 1 − 1   |
| 2  | Praag      | 24 maart 1938    | WK 1938 kwalificatie | Tsjecho-Slowakije − Bulgarije | 6 − 0   |
| 3  | Praag      | 4 september 1949 | Vriendschappelijk    | Tsjecho-Slowakije − Bulgarije | 1 − 3   |
| 4  | Sofia      | 27 augustus 1950 | Vriendschappelijk    | Bulgarije − Tsjecho-Slowakije | 1 − 2   |
| 5  | Sofia      | 6 september 1953 | WK 1954 kwalificatie | Bulgarije − Tsjecho-Slowakije | 1 − 2   |
| 6  | Bratislava | 8 november 1953  | WK 1954 kwalificatie | Tsjecho-Slowakije − Bulgarije | 0 − 0   |
| 7  | Sofia      | 13 november 1955 | Vriendschappelijk    | Bulgarije − Tsjecho-Slowakije | 3 − 0   |
| 8  | Ostrava    | 12 oktober 1958  | Vriendschappelijk    | Tsjecho-Slowakije − Bulgarije | 0 − 1   |
| 9  | Sofia      | 28 april 1963    | Vriendschappelijk    | Bulgarije − Tsjecho-Slowakije | 1 − 0   |
| 10 | Plovdiv    | 13 april 1974    | Vriendschappelijk    | Bulgarije − Tsjecho-Slowakije | 0 − 1   |
| 11 | Brno       | 23 april 1978    | Vriendschappelijk    | Tsjecho-Slowakije − Bulgarije | 0 − 0   |
| 12 | Praag      | 26 oktober 1983  | Vriendschappelijk    | Tsjecho-Slowakije − Bulgarije | 1 − 2   |
| 13 | Sofia      | 23 maart 1988    | Vriendschappelijk    | Bulgarije − Tsjecho-Slowakije | 2 − 0   |

## Samenvatting
| Competitie        | Totaal gespeeld | Winst Bulgarije | Gelijk | Winst Tsjecho-Slowakije | Doelsaldo Bulgarije – Tsjecho-Slowakije |
| ----------------- | --------------- | --------------- | ------ | ----------------------- | --------------------------------------- |
| WK-kwalificatie   | 4               | 0               | 2      | 2                       | 2 − 9                                   |
| Vriendschappelijk | 9               | 6               | 1      | 2                       | 13 − 5                                  |
| Totaal            | 13              | 6               | 3      | 4                       | 15 − 14                                 |

Wedstrijden bepaald door strafschoppen worden, in lijn met de FIFA, als een gelijkspel gerekend.